# David von Schönherr

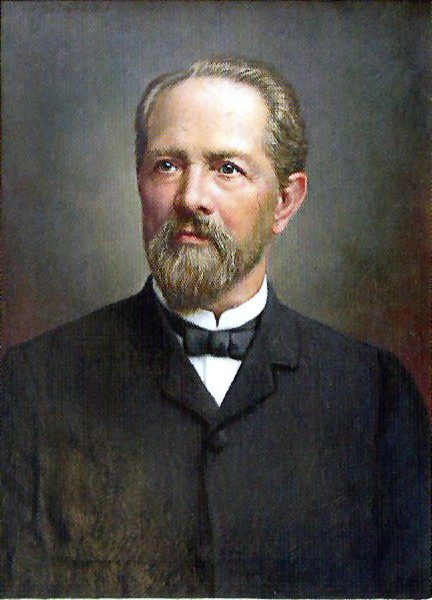
David von Schönherr, gemalt 1902 von Ferdinand Behrens

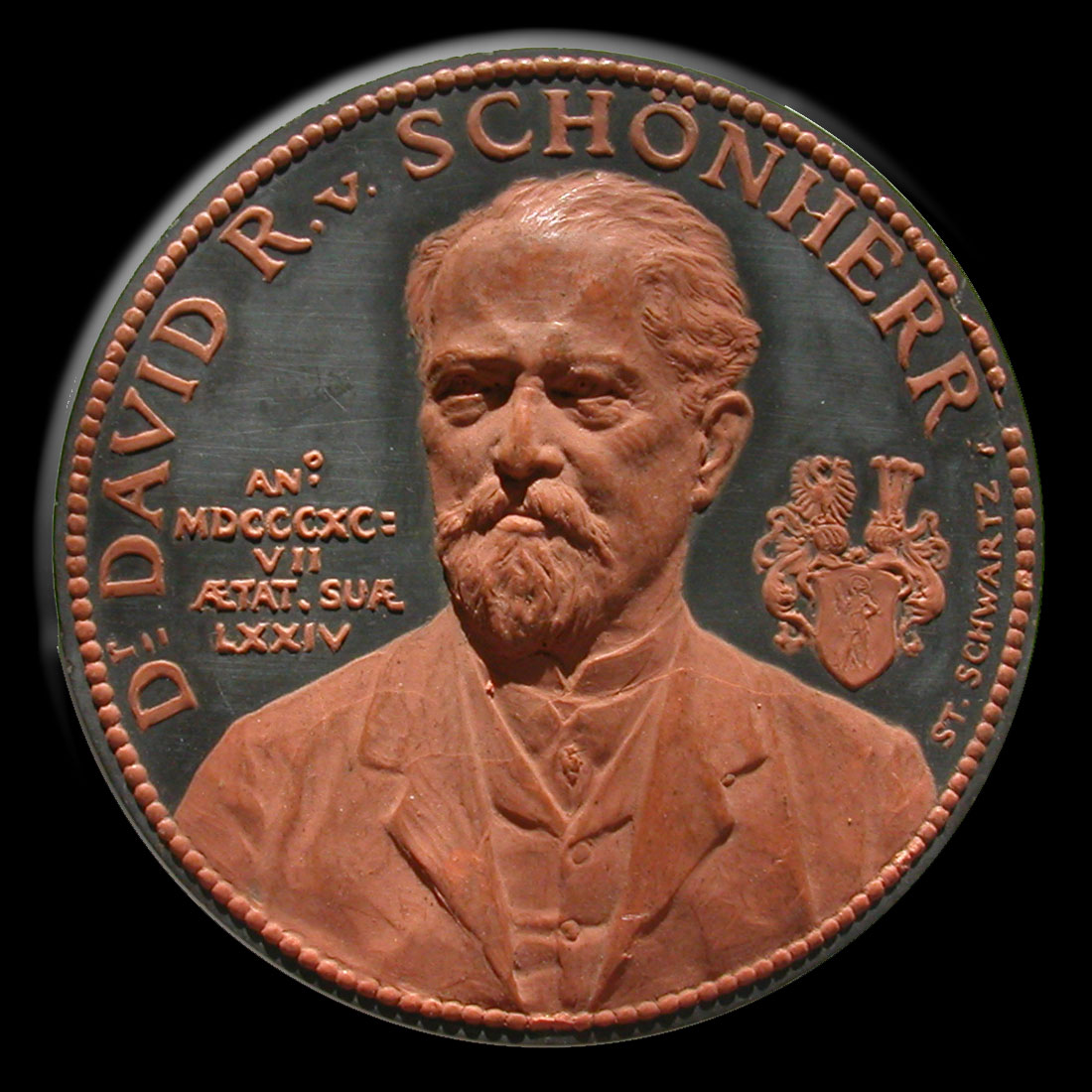
David von Schönherr, 1897 (Medaille von Stefan Schwartz)

David Schönherr, seit 1885 Ritter von Schönherr (* 1822 in Pflach, Tirol; † 17. November 1897 in Innsbruck) war ein österreichischer Archivar und Kultur- und Kunsthistoriker.

## Leben
David Schönherr war der Sohn eines aus dem Vinschgau stammenden Zolleinnehmers. Er besuchte das Gymnasium in Meran und in Hall in Tirol und studierte ab 1839 zunächst an der Universität Innsbruck. 1841 trat er in das Priesterseminar in Brixen ein und wurde 1843 Novize in der Benediktiner-Abtei Marienberg. 1844/45 studierte er bei den Kapuzinern in Meran und besuchte 1845/46 den Theologenkurs in Marienberg, verließ aber 1846 den Orden. Er studierte dann 1846/47 an der Technischen Abteilung des Polytechnischen Instituts in Wien, ging dann aber 1848 nach Innsbruck zurück, wo er 1852 bis 1855 Jura studierte und bei Julius von Ficker Geschichtsvorlesungen besuchte. 1848 erlangte er das Absolutorium. Seit 1849 war er Redakteur der Tiroler Volks- und Schützen-Zeitung. In den 1860er Jahren wandte er sich historischen Studien zu, 1866 wurde er an der Universität Tübingen promoviert. 1866 wurde er administrativer Referent der Landesverteidigungsbehörde für die Ordnung der Archivalien bei der Tiroler Statthalterei, wurde dort 1869 Offizial mit dem Titel Archivar, 1875 Hilfsämterdion. Adjunkt, 1896 Archivdirektor und trat 1897 in den Ruhestand. Damit war er erster wissenschaftlicher Archivar des seit 1866 bestehenden 1866 Statthaltereiarchiv, des heutigen Tiroler Landesarchivs. Durch die Ordnung und Erschließung der Bestände sowie das 1871 bis 1873 neu errichtetes Archivgebäude machte er die Institution zu einem der damals modernsten Archive Österreich-Ungarns. Ab 1876 unternahm Schönherr Archivbereisungen im Kronland Tirol und suchte dabei, durch Zentralisierungsmaßnahmen periphere Archivbestände zu retten. Als ihm 1882 Oswald Redlich als Archivbeamter unterstellt wurde, regte er dessen großangelegte Kampagne der „Archiv-Berichte aus Tirol“ an, die dieser gemeinsam mit Emil von Ottenthal in den Folgejahren auf den Weg brachte.
Er publizierte eine Vielzahl von Büchern und Artikeln über das Kulturgut und die Geschichte Tirols. Seine gesammelten Aufsätze wurden von seinem Mitarbeiter Michael Mayr posthum herausgegeben.
Er wurde vielfach geehrt, so erhob ihn Kaiser Franz Josef I 1885 in den Adelsstand („Ritter von“). 1885 wurde er Ehrenbürger von Meran, 1891 von Latsch. 1891 wurde er korrespondierendes Mitglied der Akademie der Wissenschaften in Wien.

## Schriften (Auswahl)
- Franz Schweyger’s Chronik der Stadt Hall 1303–1572. Wagner, Innsbruck 1867.
- Das Schloss Runkelstein bei Bozen. Mit einem Inventare des Schlosses von 1493. Wagner, Innsbruck 1874.
- Geschichte und Beschreibung der alten Landesfürstlichen Burg in Meran. Pötzelberger, Meran 1882.
- Alexander Colin und seine Werke 1562–1612. In: Mittheilungen zur Geschichte des Heidelberger Schlosses. Bd. 2, H. 2/3 (1889), S. 55–162.
- Gesammelte Schriften. 1. Band: Kunstgeschichtliches. Wagner, Innsbruck 1900 (Digitalisat).
- Gesammelte Schriften. 2. Band: Geschichte und Kulturgeschichte. Innsbruck, Wagner 1902 (Digitalisat).